# Ary (Sängerin)

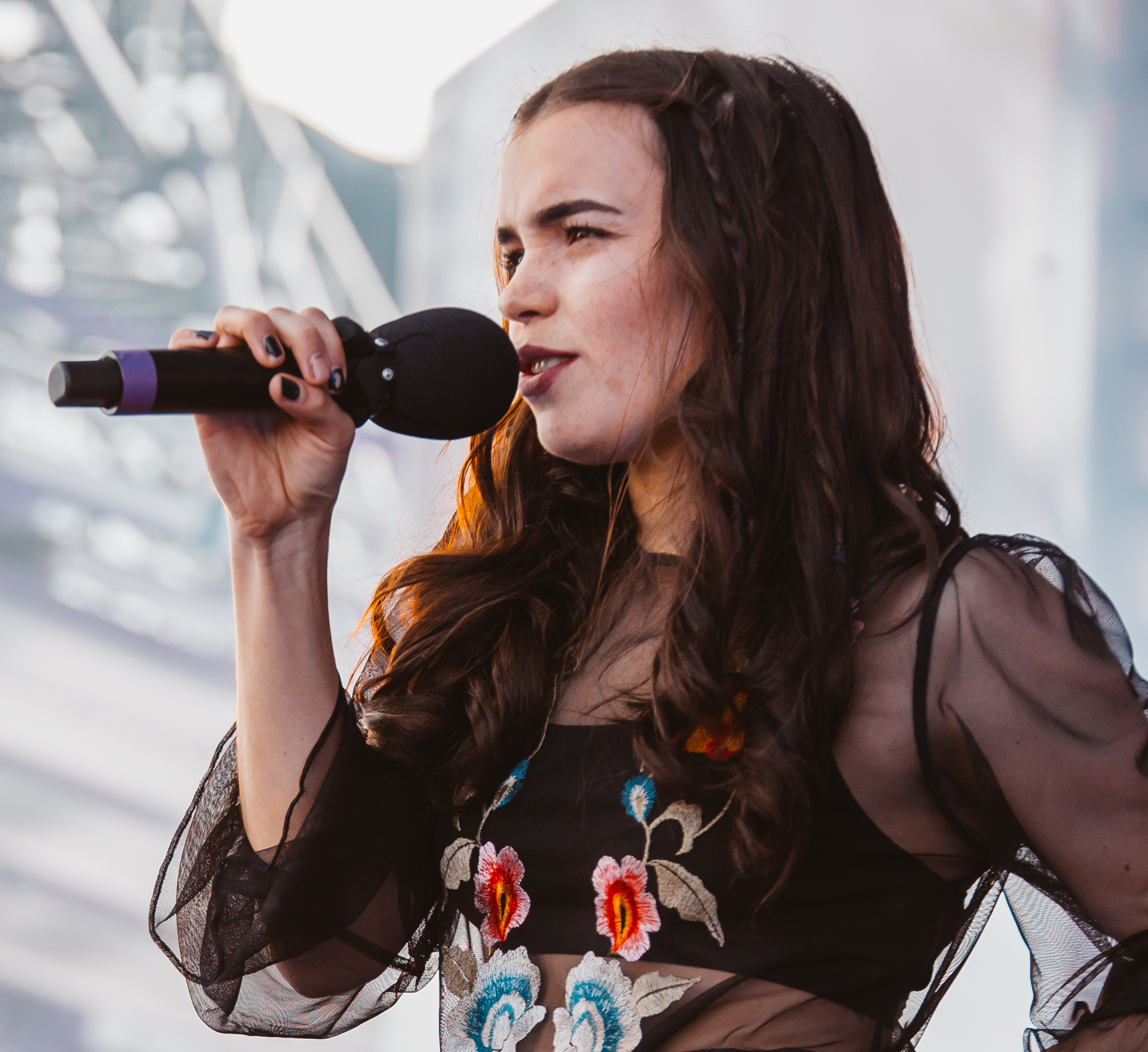
Ary, 2017

Ariadne Loinsworth Jenssen (* 1993 in Kolbotn) ist eine norwegische Sängerin. Sie tritt unter dem Namen Ary auf.

## Leben
Jenssen wuchs in Trondheim auf. Ihre Großmutter stammt von Trinidad. Jenssen erklärte im Jahr 2017, dass sie in ihrer Musik versuche, Einflüsse aus der Musikszene Trinidads mit norwegischer Musik zu mischen. Im Jahr 2015 gab sie mit Higher ihre Debütsingle heraus. Das Lied, das in Zusammenarbeit mit dem Produzenten Carl Louis entstanden war, wurde von norwegischen Radiosendern ins Programm aufgenommen. Im Jahr 2015 trat sie gemeinsam mit Carl Louis und dem Lied Telescope bei der Musikpreisverleihung P3 Gull auf. Im Sommer 2016 spielte Jenssen unter anderem auf dem Øyafestivalen. Mit dem Lied The Sea sang sie das Titellied für die Serie Nobel ein. Es folgten weitere Singles.
Zu der Zeit wurde sie als hoffnungsvolle Newcomerin beschrieben. Im New Musical Express wurde Jenssen im Jahr 2017 als „dangerously exciting pop prospect“ (deutsch „gefährlich spannende Pop-Perspektive“) bezeichnet. Kurz darauf legte sie eine längere Pause vom Musikgeschäft ein. Die Pause begründete sie unter anderem damit, dass sie damit beginnen wolle, ihre eigene Musik zu produzieren. Im Jahr 2020 kehrte sie mit den Liedern Kakofoni und Oh My God zurück. Im Februar 2022 veröffentlichte sie das von ihr selbst produzierte Debütalbum For evig. Beim Spellemannprisen 2022 wurde sie dafür in der Elektronika-Kategorie ausgezeichnet. Im November 2023 erhielt sie vom norwegischen Kultur- und Gleichstellungsministerium den Bendiksenprisen.

## Auszeichnung
- 2022: „Elektronika“ (für For evig), Spellemannprisen 2022[9]
- 2023: Bendiksenprisen[8]

## Diskografie

### Alben
| Jahr | Titel    | Höchstplatzierung, Gesamtwochen, AuszeichnungChartsChartplatzierungen (Jahr, Titel, Platzierungen, Wochen, Auszeichnungen, Anmerkungen) | Anmerkungen |
| Jahr | Titel    | NO | Anmerkungen |
| ---- | -------- | --- | ----------- |
| 2022 | For evig | NO31 (1 Wo.)NO |             |

### Singles
- 2016: Higher
- 2016: The Sea
- 2017: Childhood Dreams
- 2017: Already There
- 2020: Kakofoni
- 2020: Oh My God
- 2020: Angels
- 2021: Morth to a Flame
- 2021: Hurt You (mit Emilie Nicolas)
- 2021: Birthday
- 2021: Out of Sight, Never Out of Mind
- 2022: La Vie Est Une Rose
- 2022: Angels Among Us
- 2023: Himalayan Road
- 2024: Werewolves
- 2025: Running in a Dream
- 2025: Bleeding Hearts